# بیلی کلیسون
بیلی کلیسون (انگلیسی: Billy Clayson؛ ۱۲ ژوئیه ۱۸۹۷ – ۱۹۷۳ (۷۵−۷۶ سال)) بازیکن فوتبال اهل بریتانیا بود.
از باشگاه‌هایی که در آن بازی کرده‌است می‌توان به باشگاه فوتبال یورک سیتی، باشگاه فوتبال بارنزلی، باشگاه فوتبال کرو آلکساندرا، باشگاه فوتبال تورکی یونایتد، باشگاه فوتبال چسترفیلد، باشگاه فوتبال ولینگ‌بورو تاون، و باشگاه فوتبال برنتفورد اشاره کرد.